# Soropháza
Soropháza (románul: Șerbeni) falu Maros megyében, Erdélyben. Közigazgatásilag Alsóbölkény községhez tartozik.

## Fekvése
Szászrégentől 17 km-re délkeletre fekszik, 415 m-es tengerszint feletti magasságban.